# Białoruś na Zimowych Igrzyskach Olimpijskich 2022
Białoruś na Zimowych Igrzyskach Olimpijskich 2022 – występ kadry sportowców reprezentujących Białoruś na igrzyskach olimpijskich, które odbyły się w Pekinie, w Chińskiej Republice Ludowej, w dniach 4-20 lutego 2022 roku.
Reprezentacja Białorusi liczyła dwadzieścioro dziewięcioro zawodników – szesnaście kobiet i trzynastu mężczyzn.
Był to ósmy start Białorusi na zimowych igrzyskach olimpijskich.

## Zdobyte medale
Białorusini zdobyli dwa srebrne medale: biathlonisty Antona Smolskiego i narciarki dowolnej Hanny Huśkowej. Był to czwarty wynik w dotychczasowej historii startów Białorusi na zimowych igrzyskach olimpijskich i najsłabszy od Zimowych Igrzyskach Olimpijskich 2006, które były ostatnimi zimowymi igrzyskami olimpijskimi, z których Białorusini nie wrócili ze złotym medalem.
| Medal  | Zawodnik      | Dyscyplina          | Konkurencja                | Rezultat | Data      |
| ------ | ------------- | ------------------- | -------------------------- | -------- | --------- |
| Srebro | Anton Smolski | Biathlon            | bieg indywidualny mężczyzn | 49:02,2  | 8 lutego  |
| Srebro | Hanna Huśkowa | Narciarstwo dowolne | skoki akrobatyczne kobiet  | 107,95   | 14 lutego |

## Reprezentanci

### Biathlon
| Zawodnik                                                           | Konkurencja                | Strzelanie                           | Czas                                      | Strata      | Miejsce | Źródło |
| ------------------------------------------------------------------ | -------------------------- | ------------------------------------ | ----------------------------------------- | ----------- | ------- | ------ |
| Dzinara Alimbiekawa                                                | bieg indywidualny kobiet   | 1 (0+0+0+1)                          | 44:44,4                                   | +31,7       | 5.      | [ 1 ]  |
| Dzinara Alimbiekawa                                                | bieg masowy kobiet         | 6 (1+1+2+2)                          | 42:19,2                                   | +2:01,2     | 12.     | [ 1 ]  |
| Dzinara Alimbiekawa                                                | bieg pościgowy kobiet      | 3 (0+0+3+0)                          | 38:13,7                                   | +3:26,8     | 19.     | [ 1 ]  |
| Dzinara Alimbiekawa                                                | sprint kobiet              | 1 (0+1)                              | 22:12,8                                   | +1:28,5     | 15.     | [ 1 ]  |
| Raman Jalotnau                                                     | DNS                        | DNS                                  | DNS                                       | DNS         | DNS     | [ 2 ]  |
| Jelena Kruczinkina                                                 | bieg indywidualny kobiet   | 4 (0+3+0+1)                          | 49:56,8                                   | +5:44,1     | 48.     | [ 3 ]  |
| Jelena Kruczinkina                                                 | sprint kobiet              | 4 (1+3)                              | 24:10,1                                   | +3:25,8     | 70.     | [ 3 ]  |
| Iryna Leszczanka                                                   | bieg indywidualny kobiet   | 4 (1+1+1+1)                          | 49:10,3                                   | +4:57,6     | 41.     | [ 4 ]  |
| Iryna Leszczanka                                                   | bieg pościgowy kobiet      | 2 (0+0+0+2)                          | 38:16,9                                   | +3:30,0     | 20.     | [ 4 ]  |
| Iryna Leszczanka                                                   | sprint kobiet              | 3 (2+1)                              | 23:32,5                                   | +2:48,2     | 60.     | [ 4 ]  |
| Mikita Łabastau                                                    | bieg indywidualny mężczyzn | 4 (1+2+0+1)                          | 54:29,7                                   | +5:42,3     | 47.     | [ 5 ]  |
| Mikita Łabastau                                                    | bieg pościgowy mężczyzn    | 6 (3+0+1+2)                          | 45:42,0                                   | +6:34,5     | 45.     | [ 5 ]  |
| Mikita Łabastau                                                    | sprint mężczyzn            | 4 (2+2)                              | 26:47,0                                   | +2:46,6     | 57.     | [ 5 ]  |
| Dzmitryj Łazouski                                                  | bieg indywidualny mężczyzn | 4 (3+0+1+0)                          | 55:26,4                                   | +6:39,0     | 58.     | [ 6 ]  |
| Dzmitryj Łazouski                                                  | sprint mężczyzn            | 3 (0+3)                              | 27:22,9                                   | +3:22,5     | 78.     | [ 6 ]  |
| Alina Pilczuk                                                      | DNS                        | DNS                                  | DNS                                       | DNS         | DNS     | [ 7 ]  |
| Anton Smolski                                                      | bieg indywidualny mężczyzn | 0 (0+0+0+0)                          | 49:02,2                                   | +14,8       | srebro  | [ 8 ]  |
| Anton Smolski                                                      | bieg masowy mężczyzn       | 4 (1+1+0+2)                          | 41:22,3                                   | +3:07,9     | 17.     | [ 8 ]  |
| Anton Smolski                                                      | bieg pościgowy mężczyzn    | 6 (1+1+3+1)                          | 42:48,2                                   | +3:40,7     | 14.     | [ 8 ]  |
| Anton Smolski                                                      | sprint mężczyzn            | 1 (0+1)                              | 25:12,9                                   | +1:12,5     | 10.     | [ 8 ]  |
| Hanna Soła                                                         | bieg indywidualny kobiet   | 1 (0+0+0+1)                          | 50:35,9                                   | 7 (3+2+1+1) | 54.     | [ 9 ]  |
| Hanna Soła                                                         | bieg masowy kobiet         | 8 (2+2+1+3)                          | 41:57,2                                   | +1:39,2     | 10.     | [ 9 ]  |
| Hanna Soła                                                         | bieg pościgowy kobiet      | 3 (1+1+1+0)                          | 36:45,8                                   | +1:58,9     | 4.      | [ 9 ]  |
| Hanna Soła                                                         | sprint kobiet              | 4 (1+3)                              | 22:36,4                                   | +1:52,1     | 26.     | [ 9 ]  |
| Maksim Warabiej                                                    | bieg indywidualny mężczyzn | 8 (1+3+2+2)                          | 58:59,5                                   | +10:12,1    | 86.     | [ 10 ] |
| Maksim Warabiej                                                    | sprint mężczyzn            | 4 (3+1)                              | 27:10,4                                   | +3:10,0     | 71.     | [ 10 ] |
| Iryna Leszczanka Dzinara Alimbiekawa Jelena Kruczinkina Hanna Soła | sztafeta kobiet            | 0+0 0+2 0+0 1+3 0+3 3+3 0+2 1+3 5+16 | 17:51,9 18:59,9 20:47,7 18:54,9 1:16:34,4 | +5:30,5     | 13.     | [ 11 ] |
| Mikita Łabastau Dzmitryj Łazouski Maksim Warabiej Anton Smolski    | sztafeta mężczyzn          | 0+2 0+1 0+0 0+2 0+0 2+3 0+3 0+0 2+11 | 19:41,8 20:43,9 21:13,8 20:09,7 1:21:49,2 | +1:59,0     | 8.      | [ 12 ] |
| Dzinara Alimbiekawa Hanna Soła Mikita Łabastau Anton Smolski       | sztafeta mieszana          | 0+1 0+1 0+3 2+3 0+0 0+2 0+2 0+2 2+14 | 17:49,8 19:05,0 15:32,8 15:32,6 1:08:00,2 | +1:14,6     | 6.      | [ 13 ] |

### Biegi narciarskie
Hanna Karalowa, Anastasija Kiriłłowa i Alaksandr Woranau nie zostali dopuszczeni do rywalizacji z powodu pozytywnego wyniku testu na COVID-19.
| Zawodnik                          | Konkurencja                | Kwalifikacje | Kwalifikacje | Ćwierćfinały | Ćwierćfinały | Półfinały | Półfinały | Finał   | Finał   | Finał   | Źródło |
| Zawodnik                          | Konkurencja                | Czas         | Miejsce      | Czas         | Miejsce      | Czas      | Miejsce   | Czas    | Strata  | Miejsce | Źródło |
| --------------------------------- | -------------------------- | ------------ | ------------ | ------------ | ------------ | --------- | --------- | ------- | ------- | ------- | ------ |
| Hanna Karalowa                    | bieg masowy kobiet         | —            | —            | —            | —            | —         | —         | DNS     | DNS     | DNS     | [ 16 ] |
| Hanna Karalowa                    | sprint drużynowy kobiet    | —            | —            | —            | —            | DNS       | DNS       | DNS     | DNS     | DNS     | [ 16 ] |
| Anastasija Kiriłłowa              | sprint drużynowy kobiet    | —            | —            | —            | —            | DNS       | DNS       | DNS     | DNS     | DNS     | [ 17 ] |
| Jahor Szpuntou                    | bieg indywidualny mężczyzn | —            | —            | —            | —            | —         | —         | 44:05,2 | +6:10,4 | 68.     | [ 18 ] |
| Jahor Szpuntou                    | sprint mężczyzn            | 3:02,17      | 53.          | NQ           | NQ           | NQ        | NQ        | NQ      | NQ      | 53.     | [ 18 ] |
| Alaksandr Woranau                 | bieg indywidualny mężczyzn | —            | —            | —            | —            | —         | —         | DNS     | DNS     | DNS     | [ 19 ] |
| Alaksandr Woranau                 | sprint mężczyzn            | DNS          | DNS          | NQ           | NQ           | NQ        | NQ        | NQ      | NQ      | DNS     | [ 19 ] |
| Jahor Szpuntou, Alaksandr Woranau | sprint drużynowy mężczyzn  | —            | —            | —            | —            | 20:34,07  | 6.        | NQ      | NQ      | 12.     | [ 20 ] |

### Łyżwiarstwo figurowe
| Zawodnik           | Konkurencja | SP     | SP    | FS     | FS   | Nota łączna | Nota łączna | Źródło |
| Zawodnik           | Konkurencja | Punkty | Poz.  | Punkty | Poz. | Punkty      | Poz.        | Źródło |
| ------------------ | ----------- | ------ | ----- | ------ | ---- | ----------- | ----------- | ------ |
| Konstantin Milukow | soliści     | 78,49  | 21. Q | 143,73 | 20.  | 222,22      | 20.         | [ 21 ] |
| Wiktorija Safonowa | solistki    | 61,46  | 17. Q | 123,37 | 13.  | 184,83      | 13.         | [ 22 ] |

### Łyżwiarstwo szybkie
| Zawodnik            | Konkurencja     | Finał   | Finał  | Finał   | Źródło |
| Zawodnik            | Konkurencja     | Czas    | Strata | Miejsce | Źródło |
| ------------------- | --------------- | ------- | ------ | ------- | ------ |
| Ihnat Haławaciuk    | 500 m mężczyzn  | 37,05   | +2,73  | 30.     | [ 23 ] |
| Ihnat Haławaciuk    | 1000 m mężczyzn | 1:08,64 | +0,71  | 6.      | [ 23 ] |
| Hanna Nifantawa     | 500 m kobiet    | 38,30   | +1,26  | 19.     | [ 24 ] |
| Hanna Nifantawa     | 1000 m kobiet   | WDR     | WDR    | WDR     | [ 24 ] |
| Jekatierina Słojewa | 1000 m kobiet   | 1:16,83 | +3,64  | 21.     | [ 25 ] |
| Jekatierina Słojewa | 1500 m kobiet   | 1:58,41 | +5,13  | 16.     | [ 25 ] |
| Maryna Zujewa       | 1500 m kobiet   | 1:59,82 | +6,54  | 23.     | [ 26 ] |
| Maryna Zujewa       | 3000 m kobiet   | 4:08,70 | +11,77 | 16.     | [ 26 ] |
| Maryna Zujewa       | 5000 m kobiet   | 7:02,91 | +19,40 | 9.      | [ 26 ] |

| Zawodnik             | Konkurencja          | Półfinał | Półfinał | Półfinał | Finał   | Finał  | Finał   | Miejsce | Źródło |
| Zawodnik             | Konkurencja          | Czas     | Punkty   | Miejsce  | Czas    | Punkty | Miejsce | Miejsce | Źródło |
| -------------------- | -------------------- | -------- | -------- | -------- | ------- | ------ | ------- | ------- | ------ |
| Ihnat Haławaciuk     | bieg masowy mężczyzn | 7:53,59  | 0        | 13.      | NQ      | NQ     | NQ      | 24.     | [ 23 ] |
| Jauhienija Warabiowa | bieg masowy kobiet   | 8:43,65  | 2        | 9.       | NQ      | NQ     | NQ      | 18.     | [ 27 ] |
| Maryna Zujewa        | bieg masowy kobiet   | 8:31,54  | 2        | 8. Q     | 8:20,10 | 4      | 7.      | 7.      | [ 26 ] |

drużynowo
| Zawodnicy                                              | Konkurencja           | Ćwierćfinał | Ćwierćfinał | Półfinał | Półfinał | Finał           | Finał   | Miejsce |
| Zawodnicy                                              | Konkurencja           | Czas        | Miejsce     | Czas     | Miejsce  | Czas            | Miejsce | Miejsce |
| ------------------------------------------------------ | --------------------- | ----------- | ----------- | -------- | -------- | --------------- | ------- | ------- |
| Jekatierina Słojewa Jauhienija Warabiowa Maryna Zujewa | bieg drużynowy kobiet | 3:02,00     | 8. FD       | BYE      | BYE      | Finał D 3:01,19 | 1.      | 7.      |

### Narciarstwo alpejskie
| Zawodnik        | Konkurencja   | 1 przejazd | 1 przejazd | 2 przejazd | 2 przejazd | Łącznie | Łącznie | Źródło |
| Zawodnik        | Konkurencja   | Czas       | Pozycja    | Czas       | Pozycja    | Czas    | Pozycja | Źródło |
| --------------- | ------------- | ---------- | ---------- | ---------- | ---------- | ------- | ------- | ------ |
| Marija Szkanowa | slalom kobiet | 54,79      | 25.        | 53,10      | 11.        | 1:47,89 | 20.     | [ 28 ] |

### Narciarstwo dowolne
indywidualnie
| Zawodnik               | Konkurencja                 | Kwalifikacje | Kwalifikacje | Kwalifikacje | Kwalifikacje | Finał  | Finał  | Finał | Finał  | Miejsce | Źródło |
| Zawodnik               | Konkurencja                 | R1           | M            | R2           | M            | Z1     | Z2     | M     | Z3     | Miejsce | Źródło |
| ---------------------- | --------------------------- | ------------ | ------------ | ------------ | ------------ | ------ | ------ | ----- | ------ | ------- | ------ |
| Anastasija Andryjanawa | skoki akrobatyczne kobiet   | 81,58        | 11.          | DNS          | 6. Q         | 59,22  | 70,11  | 12.   | NQ     | 12.     | [ 29 ] |
| Hanna Dziaruha         | skoki akrobatyczne kobiet   | 58,59        | 24.          | 53,65        | 18.          | NQ     | NQ     | NQ    | NQ     | 24.     | [ 30 ] |
| Hanna Huśkowa          | skoki akrobatyczne kobiet   | 92,00        | 6. Q         | BYE          | BYE          | 89,41  | 92,00  | 6. Q  | 107,95 | srebro  | [ 31 ] |
| Pawieł Dzik            | skoki akrobatyczne mężczyzn | 106,20       | 18.          | 81,45        | 16.          | NQ     | NQ     | NQ    | NQ     | 22.     | [ 32 ] |
| Stanisłau Hładczenka   | skoki akrobatyczne mężczyzn | 115,49       | 10.          | 107,69       | 6. Q         | 115,93 | 116,29 | 11.   | NQ     | 11.     | [ 33 ] |
| Maksim Huscik          | skoki akrobatyczne mężczyzn | 109,74       | 16.          | 97,20        | 14.          | NQ     | NQ     | NQ    | NQ     | 20.     | [ 34 ] |

drużynowo
| Zawodnik                                         | Konkurencja                          | Finał I                  | Finał I | Finał II | Finał II | Miejsce | Źródło |
| Zawodnik                                         | Konkurencja                          | W                        | M       | W        | M        | Miejsce | Źródło |
| ------------------------------------------------ | ------------------------------------ | ------------------------ | ------- | -------- | -------- | ------- | ------ |
| Hanna Huśkowa Stanisłau Hładczanka Maksim Huscik | skoki akrobatyczne drużyn mieszanych | 273,67 84,73 89,92 99,12 | 6.      | NQ       | NQ       | 6.      | [ 35 ] |